# Karol Sidor
Karol Sidor szül. Szidor Károly (Rózsahegy, 1901. július 16. – Montréal, 1953. október 20.) szlovák újságíró, lengyel orientációjú politikus, diplomata, a Hlinka-gárda fővezére.

## Élete
Apja id. Szidor Károly kőműves volt. Jogot tanult, de újságírással foglalkozott.
1920-tól a Hlinka-párt tagja. 1929-1938 között a Slovák napilap főszerkesztője. 1935-1939 között a csehszlovák nemzetgyűlés képviselője. 1938-1939-ben a párt nyomdai cégeinek főnöke, a Hlinka-gárda vezetője, a szlovák klérofasiszta állam fő ideológusa. 1938 decemberétől 1939 márciusig a csehszlovák kormány minisztere, majd 1939 márciusában a szlovák autonóm kormány elnöke. Visszautasította a német nyomásra történő Szlovákia ő általa való kikiáltását. 1939-ben belügyminiszter, majd eltávolították a politikából. 
1939-1945 között szlovák megbízott Vatikánban. 1945-ben emigrációban maradt és Kanadába távozott. 1947-ben távollétében 20 év börtönre ítélték. 1948-ban megalapította az emigráns Határontúli Szlovák Nemzeti Tanácsot, melynek elnöke lett.